# Nerine humilis
Nerine humilis är en amaryllisväxtart som först beskrevs av Nikolaus Joseph von Jacquin, och fick sitt nu gällande namn av Herb.. Nerine humilis ingår i släktet Nerine och familjen amaryllisväxter. Inga underarter finns listade i Catalogue of Life.

## Bildgalleri

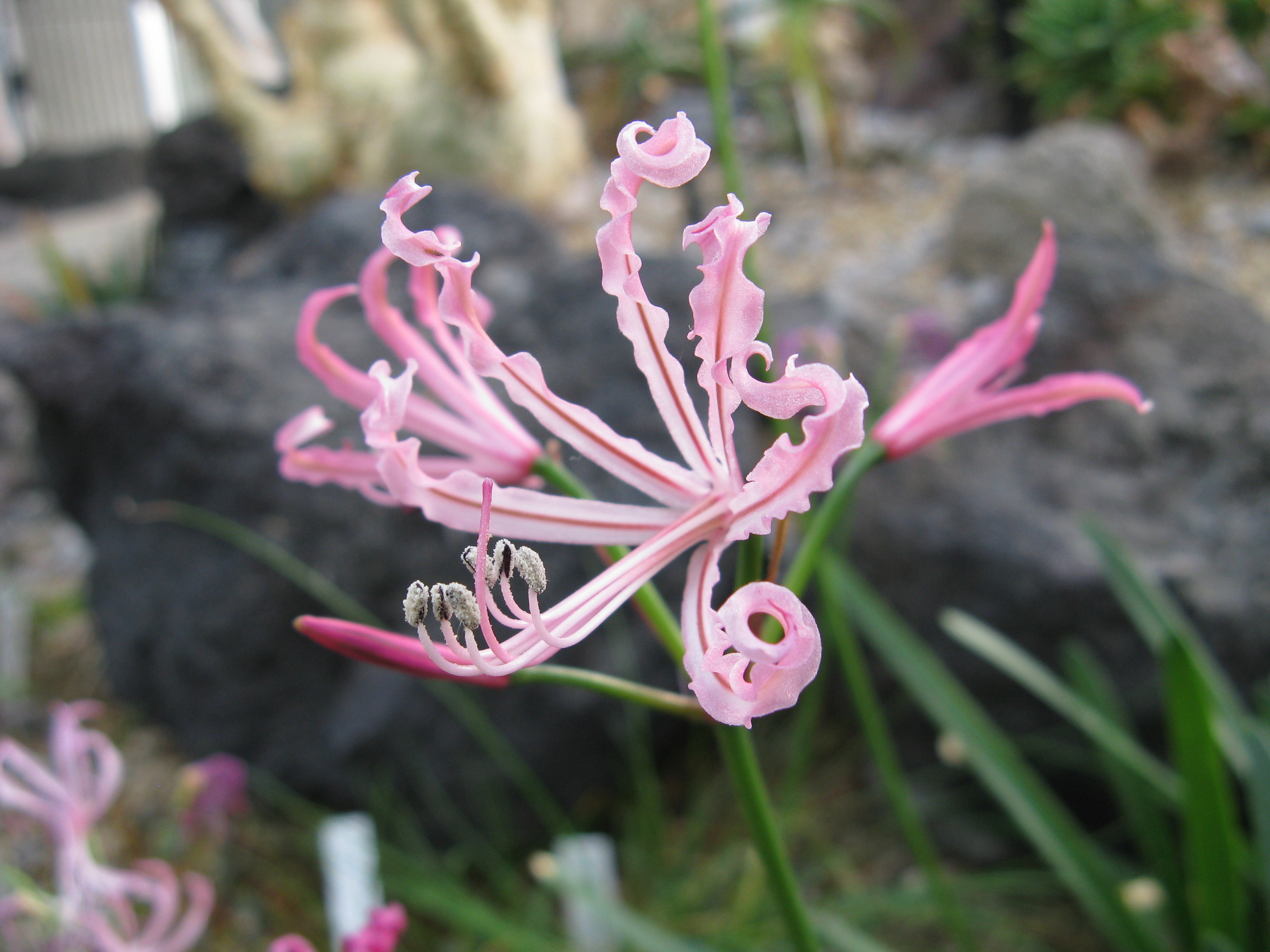
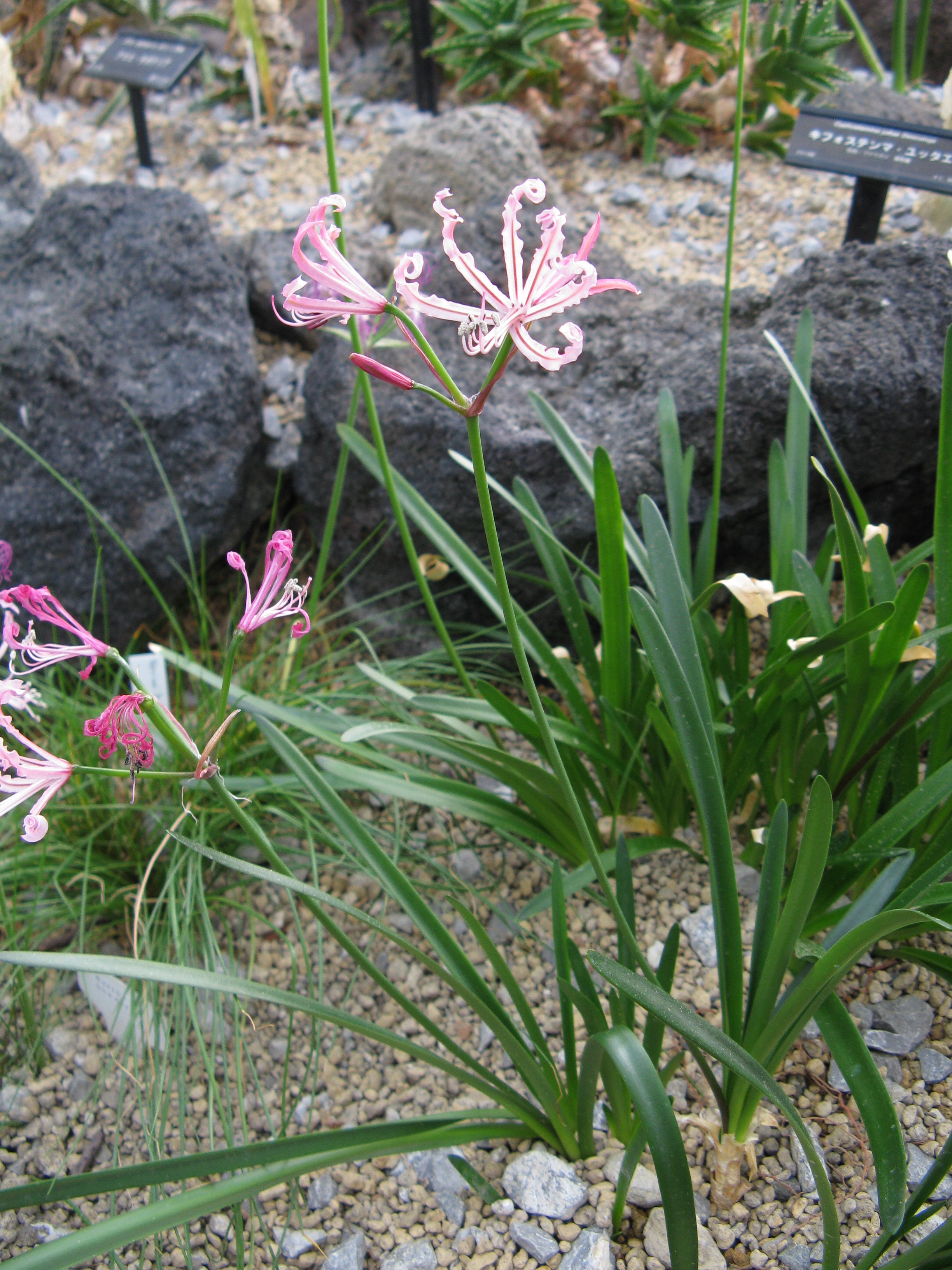